# Ribosio isomerasi

La ribosio isomerasi (Numero EC: 5.3.1.20) è un enzima appartenente alla classe delle isomerasi. Il nome sistematico di questa classe di enzimi è D-ribosio aldoso-ketoso-isomerasi. Altri nomi di utilizzo comune sono: D-ribosio isomerasi e D-ribosio ketol-isomerasi. Più specificatamente, questo enzima appartenente alla famiglia delle isomerasi è un'ossidoreduttasi di struttura tuttora non nota, che converte aldosi e chetosi.

## Caratteristiche
Questo enzima catalizza la seguente reazione chimica:
D-ribosio {\displaystyle \rightleftharpoons } D-ribulosio
Pertanto, questo enzima possiede un solo substrato, il D-ribosio, e un solo prodotto, il D-ribulosio.